# Brachiaria oligobrachiata
Brachiaria oligobrachiata är en gräsart som först beskrevs av Pilg., och fick sitt nu gällande namn av Johannes Jan Theodoor Henrard. Brachiaria oligobrachiata ingår i släktet Brachiaria och familjen gräs. Inga underarter finns listade i Catalogue of Life.